# Exocentrus basilanus
Exocentrus basilanus là một loài bọ cánh cứng trong họ Cerambycidae.